# Diospyros fuscovelutina
Diospyros fuscovelutina är en tvåhjärtbladig växtart som beskrevs av John Gilbert Baker. Diospyros fuscovelutina ingår i släktet Diospyros och familjen Ebenaceae. Inga underarter finns listade i Catalogue of Life.